# أبو القاسم الأنصاري
أبو القاسم الأنصاري (المتوفى سنة 511 هـ أو 512 هـ) تلميذ إمام الحرمين. يلقب بالأستاذ الإمام، ناصر السنة، إمام المتكلمين، سيف النظر. ونسبته إلى نيسابور. عالم مسلم من علماء السنة أشعري العقيدة، شافعي المذهب، من أعلام الصوفية وكبار علماء علم الكلام، اهتم بعلم الكلام، وأصول الدين، والتصوف، وعلم التفسير، وعلم الحديث. ومن أبرز شيوخه أبو المعالي الجويني وأبو القاسم القشيري، ومن أبرز تلاميذه أبو الفتح الشهرستاني وضياء الدين أبو القاسم الرازي (والد الإمام فخر الدين الرازي) ومن مؤلفاته شرح الإرشاد والغنية في الكلام. عاش فترة ما بين النصف الثاني من القرن الخامس الهجري ومطلع القرن السادس، في ظل الخلافة العباسية التي امتد سلطانها زهاء خمسة قرون. وكانت وفاته سنة خمسمائة وأحد عشر أو في السنة الثانية عشرة بعد الخمسمائة الهجرية.

## عصره
في العصر الذي عاش فيه أبو القاسم الأنصاري كانت الدولة الفاطمية تحكم بلاد المغرب ومصر، والأمويون يحكمون قرطبة، والدولة الغزنوية تحكم بلاد الأفغان والبنجاب[ ؟ ] وخراسان[ ؟ ] من بلاد فارس[ ؟ ]، وحكم بنو بنويه بلاد فارس وامتد حكمهم إلى جنوب العراق. أما الإقليم الذي كان يعيش فيه الأنصاري: وهي بلاد نيسابور من بلاد ما وراء النهر، فقد كانت تحت سلطان الدولة الغزنوية حتى سنة 429 هـ، ثم الدولة السلجوقية بعد ذلك؛ إذ كان يحكمها - أول أمرها - السلطان محمود بن سُبُكْتِكِيْن الغزنوي، الذي توفي سنة 421 هـ ثم أوصى بالمُلك لابنه محمد.
لم يذكر أحد ممن ترجموا له سنة مولده، لكن - بدلالة شيوخه الذين عاصرهم وتلقى عنهم العلم وبدلالة سنة وفاته - نستطيع أن نحكم أن أبا القاسم عاش فترة ما بين النصف الثاني من القرن الخامس الهجري ومطلع القرن السادس، في ظل الخلافة العباسية التي امتد سلطانها زهاء خمسة قرون.

## اسمه
سلمان بن ناصر بن عمران بن محمد بن إسماعيل بن إسحاق بن يزيد بن زياد بن ميمون ابن مهران، أبو القاسم، الأنصاري النيسابوري. هذ التسمية هي الأرجح، وقد خالف عدد قليل ممن ترجموا للأنصاري؛ فبعضهم سماه: «سليمان» بدلاً من: «سلمان»؛ ولعل هذا راجع إلى تصحيف في نسخ الكتب التي ورد فيها تسميته «سليمان»؛ لكثرة من سماه «سلمان» ممن ترجم له، وكذلك لقرب الاسمين في الشكل مما يجعل تصحيف سلمان إلى سليمان ليس مستبعداً، ومما يؤكد أن اسمه سلمان أن ابن قاضي شهبة في ترجمته للأنصاري ذكر أن اسمه سلمان، ثم ضبط اسمه بالحروف؛ فقال: سلمان بفتح السين؛ مما ينفي احتمال أن يكون اسمه سليمان. ومن الخلاف أيضاً في اسمه أن النسخة الخطية لكتاب الغنية في الكلام بها مغايرة في كنيته؛ حيث إن كنيته على المخطوط أبو الفتح، وهذا أيضاً وهم من الناسخ أو أحد ممن ملكوا المخطوط؛ فأبو الفتح إنما هي كنية ولده ناصر بن سلمان الأنصاري النيسابوري، كما أن أحداً ممن ترجموا لأبي القاسم لم يُكنِّه بهذه الكُنية.

## نسبه
أبو القاسم أنصاري النسب، نيسابوري المنشأ والمربى: بلده نيسابور؛ فيها نشأ وتربى، وهذه النسبة اتفق جميع من ترجم له عليها، وزاد الزركلي في الأعلام أنه أرغياني من أرغيان؛ بلدة من نواحي نيسابور، إلا أنه لم يبين مصدر هذه المعلومة.

## شهرته
اشتهر الأنصاري بين العلماء بأبي القاسم الأنصاري، وقد اشتهر عدد من العلماء بهذه التسمية، ولعل هذا ما جعل بعض العلماء يزيد اسمه بياناً فيقول: أبو القاسم الأنصاري النيسابوري، وهناك أبو القاسم النيسابوري المعروف ببيان الحق أيضاً لكنه لا يوصف في نسبه بالأنصاري، وهو أيضاً ممن يشتبه بالأنصاري. كما اشتهر الأنصاري أيضاً بتلمذته لإمام الحرمين الجويني؛ فأطلق عليه أحياناً بتلميذ إمام الحرمين، وأحياناً أخرى تلميذ أبي المعالي، وقد يعرفونه بشارح الإرشاد، وأحياناً يعرف الأنصاري بمشيخته للشهرستاني أشهر تلاميذه فيقال شيخ الشهرستاني.

## مولده
لم يذكر أحد ممن ترجم لأبي القاسم سنة مولده، إلا أننا - عن طريق بعض القرائن - نستطيع أن نحكم أن أبا القاسم الأنصاري ولد في أوائل العقد الرابع من القرن الخامس (430 هـ) أو بعدها بقليل؛ وقرائن هذا الحكم هي:
أولاً: تلمذة الأنصاري لفضل الله الميهني المتوفى سنة 440 هـ، وهو ممن روى عنهم الأنصاري، ولن تكون روايته دون السادسة أو الثامنة من عمره؛ حتى يتأهل لحملها، وعلى هذا التقدير تكون ولادة الأنصاري قبل سنة 434 هـ على الأقل.
ثانياً: ذكر الذهبي عن أبي القاسم أنه مات عن سن عالية وفي هذا إشارة إلى أن الأنصاري عُمِّر، ولعله بلغ الثمانين؛ إذ السن العالية تكون ما بعد السبعين، وهذا يفيد تقدم مولد أبي القاسم.

## شيوخه
تتلمذ أبو القاسم الأنصاري على عدد من أجلة علماء عصره في علوم شتى؛ كالحديث والتصوف وعلم الكلام، ومن هؤلاء الشيوخ الذين تخرج الأنصاري على أيديهم وفي علمهم:

### في رواية الحديث
- فضل الله الميهني: ذكروه من ضمن شيوخ أبي القاسم الأنصاري، سمع منه بخراسان[ ؟ ]، وهو القدوة شيخ خراسان، أبو سعيد فضل بن أبي الخير محمد بن أحمد الميهني الصوفي، حدث عن زاهر بن أحمد السرخسي، روى عنه الحسن بن أبي طاهر الختلي، وعبد الغفار بن محمد الشيروي، وآخرون، توفي بقريته ميهنة سنة 440 هـ، وله تسع وسبعون سنة.
- أبو الحسن ابن مكي: سمع منه عندما قدم دمشق؛ وهو الحسن بن مكي ابن الحسن ابن القاسم بن الحسن، أبو محمد الشيزري المقرئ، المعروف بفردن، روى عن أبي عبد الله الحسين بن عبد الله بن أبي كامل بسنده عن أنس، أن النبي ﷺ قال: (من خرج في طلب العلم فهو في سبيل الله عز وجل حتى يرجع).
- عبد الغافر الفارسي: عبد الغافر بن إسماعيل بن أبي الحسين عبد الغافر بن محمد الحافظ المفيد اللغوي الإمام أبو الحسن الفارسي ثم النيسابوري مصنف تاريخ نيسابور وكتاب مجمع الغرائب، والمفهم لشرح مسلم، كان من أئمة المحدثين، بصيراً باللغات فصيحاً بليغاً، عذب العبارة، ولد سنة 451 هـ، تفقه بإمام الحرمين الجويني، لزمه أربع سنين، ورحل إلى خوارزم والهند، ثم ولي خطابة نيسابور، وعاش ثماني وسبعين سنة، مات سنة 529 هـ.

وقد أكثر ابن عساكر، وكذلك الذهبي، وابن حجر[ ؟ ]، من النقل عن تاريخه؛ فهو بحق مؤرخ علماء الأشاعرة[ ؟ ]، قبل ابن عساكر، ذكره الذهبي وغيره فيمن روى عنهم أبو القاسم الأنصاري.
- كريمة المروزية: صاحبة الرواية المشهورة عن البخاري؛ وهي: كريمة بنت أحمد بن محمد بن حاتم، المروزية المجاورة بحرم الله، سمعت من أبي الهيثم الكُشميهني صحيح البخاري، وكانت إذا روت قابلت بأصلها، لها فهم ومعرفة مع الخير والتعبد، روت الصحيح مرات كثيرة، كانت وفاتها سنة 465 هـ، وقال الذهبي: الصحيح موتها في سنة ثلاث وستين.

### فيالتصوف
تتلمذ الأنصاري على أبي القاسم القشيري؛ عبد الكريم بن هوزان بن عبد الملك بن طلحة ابن محمد أبو القاسم القشيري النيسابوري، قدم بغداد سنة 448 هـ، وكان ثقة، يعرف الأصول على مذهب الأشعري، والفروع على مذهب الشافعي، وكان مولده في ربيع الأول من سنة 376 هـ، وتوفي بنيسابور في سنة 465 هـ. ويبدو أن علاقة الأنصاري بأبي القاسم القشيري كانت أكبر من علاقة التلميذ بالشيخ؛ بل كانت علاقة المريد والخادم بالمربي والمرشد؛ فقد خَدَمَ الأنصاري أبا القاسم القشيري مدة، وحصل طرفاً صالحاً من العلم منه.

### فيعلم الكلام
- أبو المعالي الجويني: أشهر شيوخ الأنصاري الذين تلقى عنهم العلم؛ وهو: إمام الحرمين أبو المعالي الجويني، عبد الملك بن عبد الله بن يوسف: المتوفى سنة 478 هـ، أعلم المتأخرين من أصحاب الشافعي، له: الشامل في أصول الدين، والإرشاد إلى قواطع الأدلة في أصول الاعتقاد، والعقيدة النظامية في علم الكلام، والبرهان في أصول الفقه، وغيرها. وللجويني أثر كبير في تلميذه أبي القاسم الأنصاري؛ وبمقارنة يسيرة بين كتاب الغنية في الكلام ومؤلفات الجويني الكلامية لا سيما الإرشاد والشامل يتبين قوة تأثير الجويني في تلميذه؛ حتى كأن الأنصاري يشرح مقالات الجويني، ويكفي في التدليل على ذلك أن الأنصاري نقل عن الجويني في الإلهيات من الغنية مائة وأربعاً وخمسين مرة تصريحاً، وأما النقل غير الصريح فيفوق هذا العدد بأضعاف مضاعفة.

## تلاميذه
ومن أهم تلاميذه:
- أبو الفتح الشهرستاني: محمد بن عبد الكريم بن أحمد، أبو الفتح الشهرستاني، كان مولده سنة 479 هـ، ومات سنة 548 هـ، من مؤلفاته: نهاية الإقدام في علم الكلام، الملل والنحل، تاريخ الحكماء، تلخيص الأقسام لمذاهب الأنام في الكلام، المصارعات، الإرشاد إلى عقائد العباد، وغيرها، توفي في شعبان سنة 548 هـ. والشهرستاني من أكبر تلاميذ الأنصاري؛ حتى عرف الأنصاري بأنه شيخ الشهرستاني، كما كان الأنصاري أكبر الشخصيات تأثيراً في تلميذه أبي الفتح الشهرستاني؛ حتى ذكر الشهرستاني أن أبا القاسم الأنصاري كان مرجعه فيما يشكل عليه من مسائل فن الكلام؛ فقال مشيداً بشيخه ورسوخ قَدَمه وسداد رأيه: «وأما الكلام في المقدمة الثالثة (إلزام الفلاسفة القائلين بقِدَم العالم بإثبات سبب حادث لأمر حادث)؛ وهي المغلطة الزباء، والداهية الدهياء، وكثيراً ما كنا نراجع أستاذنا وإمامنا ناصر السنة، صاحب الغنية وشرح الإرشاد؛ أبا القاسم الأنصاري سليمان بن ناصر الأنصاري فيها».

ولم تقتصر مشيخة الأنصاري للشهرستاني على علم الكلام، بل تعدتها إلى تعليمه قواعد الأخلاق وآداب السلوك، وتفسير القرآن؛ حتى قال الشهرستاني في وصف شيخه ممتناً له ومعترفاً له بالفضل: «ثم أطلعني مطالعات كلمات شريفة عن أهل البيت وأوليائهم - - على أسرار دفينة، وأصول متينة من علم القرآن، فتعلمت منه مناهج الخلق والأمر، ومدارج التضاد والترتب، ووجهي العموم والخصوص، وحكمي المفروغ والمستأنف، فشبعت من هذا المعاء الواحد، دون الأمعاء التي هي مأكل الضلال، ومداخل الجهال، وارتويت من مشرب التسليم بكأس كان مزاجه من تسنيم، فاهتديت إلى لسان القرآن: نظمه، وترتيبه، وبلاغته، وجزالته، وفصاحته، وبراعته»، وفي هذا النص ما يوحي بأن أثر في تلميذه كان عميقاً؛ حتى كاد يستغني به عن التلمذة لغيره، واكتفى بالنهل من فائض علمه؛ فلم يحتج إلى مزاحمة علماء عصره.
- ضياء الدين أبو القاسم الرازي: هو عمر بن الحسين بن الحسن، ضياء الدين، أبو القاسم الرازي، والد الإمام شيخ الإسلام فخر الدين الرازي، وصف أنه كان أحد أئمة الإسلام، مقدماً في علم الكلام، له فيه: غاية المرام في مجلدين، والذي عُدَّ من أنفس كتب الأشاعرة[ ؟ ] وأشدها تحقيقاً. أخذ علم الكلام عن أبي القاسم الأنصاري، وقال في آخر كتاب غاية المرام هو شيخي وأستاذي، كان فصيح اللسان، قوي الجنان، فقيهاً أصولياً متكلماً صوفياً خطيباً محدثاً أديباً. وأما تلمذته للأنصاري فقد حكاها من ترجموا له، كما حكى فخر الدين الرازي طرفاً مما نقله أبوه عن الأنصاري مباشرة.
- ابنه أبو الفتح الأنصاري النيسابوري: وهو أبو الفتح ناصر بن سلمان بن ناصر بن عمران بن محمد بن إسماعيل بن إسحاق ابن يزيد بن زياد بن ميمون بن مهران الأنصاري، كان إماماً فاضلاً مناظراً، حاز قصب السبق في علم الكلام على أقرانه، وصنف التصانيف فيه، وكان يترسل إلى الملوك من جهة السلطان سنجر السلجوقي، كانت ولادته في سنة 489 هـ بنيسابور. وقد تتلمذ أبي الفتح على والده؛ فقد ذكر أبو القاسم في مقدمة كتابه الغنية في الكلام سبب تأليفه للكتاب؛ وهو أنه ألفه بناءً على طلب من ولده أبي الفتح الأنصاري، مات أبو الفتح بإحدى قرى مرو، يوم الأحد السادس من جمادى الأولى سنة 552 هـ.
- ابن السمعاني: أبو السعد عبد الكريم بن محمد بن منصور بن محمد بن عبد الجبار، تاج الإسلام، قوام الدين، أبو السعد ابن أبي بكر ابن أبي المظفر ابن أبي منصور السمعاني، من أهل مرو، وهو الإمام ابن الأئمة، ذكر السيوطي في طبقات المفسرين أنه روى عن أبي القاسم الأنصاري إجازة.

## مؤلفاته
- الغنية في الكلام.
- شرح الإرشاد: هذا الكتاب من أشهر كتب الأنصاري حتى كان العلماء يعرفونه به وبالغنية أحياناً فيقولون صاحب الغنية وشرح الإرشاد،[13] وهذا الكتاب نسبه إلى الأنصاري عامة من ترجم له،[14] ونقل عنه غير واحد من أهل العلم،[15] هذا بالإضافة إلى أن الأنصاري نفسه عزا إليه في الغنية في غير موضع. وقد ذكرت الأستاذة فوقية حسين محمود أن له نسخة بخزانة القرويين بفاس، بعنوان: شرح الإرشاد للأنصاري المتوفى سنة 512 هـ.
- شرح الغنية في فروع الشافعية لابن سريج: نسبه إليه حاجي خليفة في كشف الظنون،[16] وسماه إسماعيل باشا البغدادي شرح المغني،[17] وسماه الزركلي: الغنية، وذكر أن موضوعه فروع فقه الشافعية.[18]
- كتاب الطهارات في الفقه: ذكره إسماعيل باشا البغدادي في هدية العارفين.[19]
- كتاب الضحايا: ذكره حاجي خليفة.[20]
- كتاب في التفسير: ذكر ابن عساكر في تاريخ دمشق عن أبي القاسم أنه صنف في علم التفسير.[21]

## مذهبه وطريقته
أبو القاسم الأنصاري أشعري المذهب في الأصول؛ على طريقة شيخه أبي المعالي الجويني؛ الذي لا يذكره إلا بأجل الألقاب المشعرة بتوقير ذلك واحترامه والاعتراف له للإمامة والفضل؛ فكان لا يذكره باسمه ولا حتى بألقابه التي عرف بها كأبي المعالي أو إمام الحرمين؛ بل ما كان يعدل عن قوله: شيخنا الإمام. ومن الدليل على هذا الإجلال والتبجيل أن الأنصاري ذكر الجويني في كتابه الغنية في ثلاثة وعشرين موضعاً كلها بعبارة: شيخنا الإمام، في حين لم يذكره مرة واحدة بإمام الحرمين ولا بأبي المعالي الجويني، وقد ألف الأنصاري كتابه الغنية بعد وفاة شيخه الجويني؛ إذ ألفه لولده أبي الفتح الذي ولد سنة 489 هـ، معطياً بذلك درساً بليغاً في إجلال العلماء والمشايخ واحترامهم وتبجيلهم.
وهو في الفروع شافعي المذهب، ومن مؤلفاته شرح الغنية لابن سريج في فروع المذهب الشافعي. وفي آداب السلوك: يمشي على طريقة شيخه أبي القاسم القشيري؛ الذي أخذ عنه آداب الطريق، وطريقة أبي سعيد ابن أبي الخير الميهني؛ فيقول الأنصاري حاكياً طرفاً مما كان بين الشيخين من مطالعات سلوكية: «حضر أبو سعيد ابن أبي الخير الميهني مع الأستاذ أبي القاسم القشيري، فقال الأستاذ القشيري: المحققون قالوا: ما رأينا شيئاً إلا ورأينا الله بعده، فقال أبو سعيد ابن أبي الخير: ذاك مقام المريدين، أما المحققون: فإنهم ما رأوا شيئاً إلا وكانوا قد رأوا الله قبله».

## أوصافه
هذه أوصاف الإمام أبي القاسم الأنصاري التي تنبئ عن إمامة في الدين، ورئاسة في العلم، وتقدم في الزهد والورع والعزوف عن الدنيا والتقلل من متاعها:
هو إمام المتكلمين، وسيف النظر، كان يتوقد ذكاء، له تصانيف وشهرة وزهد وتعبد. وهو أيضاً: الصوفي الإمام الديِّن الورع، فريد عصره في فقه، بيته بيت الصلاح والتصوف والزهد، وهو من جملة الأفراد في علم الأصول والتفسير. وهو الزاهد الورع الذي يكتسب من خطه ولا يخالط أحداً. وهو الصوفي الفقيه الأصولي. وهو الأستاذ الإمام، ناصر السنة، وكان مقدماً في علم الأصول والتفسير.

## رحلاته
نشأ ببلاد ما وراء النهر، ونهل من علم أهلها فسمع بخراسان[ ؟ ] أبا سعيد فضل الله ابن أحمد بن محمد الميهني وأبا القاسم القشيري، ثم رحل إلى بلاد الشام؛ فقدم دمشق وسمع بها أبا الحسن بن مكي، وزار فيها قبور الأنبياء.

## مكانته العلمية وثقافته
حاز أبو القاسم الأنصاري على السبق في الإمامة في الدين والعلم والزهد والورع؛ وفي علم الأصول، والسلوك، والتفسير. ففي الأخلاق والسلوك: هو الصوفي، الإمام، الورع، فريد عصره في الفقه، بيته بيت الصلاح والتصوف الزهد.كما قيل في وصفه أيضاً: «كان له معرفة بالطريقة، وقدم في التصوف، ونظر دقيق وفكر في المعاملة، وتصاون في النفس، وعفاف في الطعم».
وفي أصول الدين: صنف تصانيف حسنة، وأخذ في الإفادة، وكان حسن الطريقة، دقيق النظر، واقفاً على مسالك الأئمة وطرقهم في علم الكلام، بصيراً بمواضع الإشكال. والأنصاري كذلك صاحب اختيارات وترجيح للأقوال، ومن طريف ما يؤثر عن أبي القاسم الأنصاري أنه سُئل عن تكفير المعتزلة، فقال لا؛ لأنهم نزهوه، فسئل عن أهل السنة، فقال لا؛ لأنهم عظموه.
وفي أصول الحديث: فقد كان العالم المؤصل للمسائل ذا منهج قويم، وقد ظهر تأثير هذه الثقافة التأصيلية في كتابه الغنية؛ فنجده يناقش قضايا في منهجية الحديث؛ مثل: مراتب نقل الأخبار، وإفادة خبر الواحد العلم، والاستدلال بالخبر فرع ثبوته، وغيرها. والأنصاري كذلك صاحب رواية؛ له روايات حكى بعضها ابن عساكر. كما أن عناية الأنصاري بالحديث في كتابه الغنية دراية أمر راسخ في استدلالاته؛ ومن الأمثلة على ذلك:
1. الاستدلال على حدث العالم.
2. أزلية الصفات الإلهية.
3. بطلان قول الدهرية القائلين بقِدَم العالم.
4. المنع من التفكر في ذات الله والأمر بالتفكر في مخلوقاته.
5. تفسير استقرار الجسم الثقيل بخلق أكوان متجددة مختصة بجهة تحت فيه.
6. المنع من إطلاق القول بأن الله تعالى معدود مع غيره.

ومن مظاهر تأثير هذه الثقافة الحديثية عنايته بالحديث الشريف والاستدلال به، فالنظرة الإحصائية المباشرة لقسم الإلهيات من كتابه الغنية تفيدنا استدلال الأنصاري بثمانية وثمانين حديثاً مرفوعاً، وأربعة وأربعين أثراً من أقوال الصحابة والتابعين، وهذا عدد كبير من الأخبار إذا ما قورن بغيره من أصحاب الكلام.
وفي التفسير: هو الإمام المقدم؛ الذي يعتمد المفسرون ما أثر عنه من أقوال في التفسير، مطمئنين مستأنسين بما رجحه، كما ذكر عنه أنه صنف في التفسير. ونستطيع أن نلمس منهجه في التفسير من خلال كتابه الغنية فيما يلي:
1. الاستفادة من أسباب النزول، بمراعاة السياق الزماني والمكاني للنص. كما في تفسيره لقوله تعالى: ﴿إِنَّ فِي خَلْقِ السَّمَاوَاتِ وَالْأَرْضِ وَاخْتِلَافِ اللَّيْلِ وَالنَّهَارِ لَآيَاتٍ لِأُولِي الْأَلْبَابِ ۝١٩٠﴾ [آل عمران:190].
2. مراعاة سياق النص (السباق واللحاق) في التفسير. كما في تفسيره لقوله تعالى: ﴿إِنَّ اللَّهَ فَالِقُ الْحَبِّ وَالنَّوَى يُخْرِجُ الْحَيَّ مِنَ الْمَيِّتِ وَمُخْرِجُ الْمَيِّتِ مِنَ الْحَيِّ ذَلِكُمُ اللَّهُ فَأَنَّى تُؤْفَكُونَ ۝٩٥﴾ [الأنعام:95]، وكذلك تفسيره قوله تعالى: ﴿قُلِ انْظُرُوا مَاذَا فِي السَّمَاوَاتِ وَالْأَرْضِ وَمَا تُغْنِي الْآيَاتُ وَالنُّذُرُ عَنْ قَوْمٍ لَا يُؤْمِنُونَ ۝١٠١﴾ [يونس:101].
3. استعراض المعنى الواحد في القرآن (التفسير الموضوعي) والاستفادة منه في توجيه المعنى وتأكيده. كما في تفسيره لآياث الحث على التفكر في مخلوقات الله.
4. الاعتماد على معطيات اللغة العربية في التفسير (التفسير بالرأي). كما في تفسيره لقوله تعالى: ﴿مَا يَنْظُرُونَ إِلَّا صَيْحَةً وَاحِدَةً تَأْخُذُهُمْ وَهُمْ يَخِصِّمُونَ ۝٤٩﴾ [يس:49].
5. مراعاة الوجوه والنظائر في القرآن، ومن ذلك تتبع معاني النظر في القرآن.
6. الاحتجاج بالقراءات القرآنية الشاذة؛ إذ القراءة الشاذة لها من حجية العمل مثل ما لخبر الآحاد، فالعمل يكفي في وجوبه الظن.

## قالوا عنه
- قال عنه الذهبي في سير أعلام النبلاء: «إمام المتكلمين، سيف النظر سلمان بن ناصر بن عمران النيسابوري الصوفي الشافعي، تلميذ إمام الحرمين. روى عن فضل الله الميهني، وعبد الغافر الفارسي، وكان يتوقد ذكاء، له تصانيف وشهرة وزهد وتعبد، شرح كتاب "الإرشاد" وغير ذلك. مات سنة إحدى عشرة وخمسمائة.»[2]
- قال عنه السيوطي في طبقات المفسرين: «الفقيه الصوفي، صاحب إمام الحرمين، كان بارعاً في الأصول والتفسير، شرح الإرشاد لشيخه، وخدم أبا القاسم القشيري مدة، وكان صالحاً، زاهداً، عابداً، إماما، عارفاً من أفرادالأئمة، ومن كبار المصنفين في علم الكلام. سمع الحديث من عبد الغافر الفارسي، وكريمة المروزية، وجماعة. روى عنه ابن السمعاني إجازة. مات سنة إحدى عشرة وخمسمائة.»[29]

## وفاته
أصيب الأنصاري في آخر عمره بضعف في بصره، ووقر في أذنه، وتوفي بعدها. واتفق جمهرة من ترجم له على أن وفاته كانت سنة 512 هـ، وأضاف بعضهم فائدة أدق في تحديد وفاته؛ حيث ذكروا أنه توفي في شهر جمادى الآخرة من السنة نفسها، وخالف في تحديد سنة وفاته الذهبي والسيوطي، وتبعه أحمد بن محمد الأدنروي؛ حيث ذكروا أن وفاته كانت سنة 511 هـ، خلافاً للجم الغفير ممن ترجموا له.